# Баба-Яга
Ба́ба-Яга́ — міфологічна персонажка слов'янського фольклору. Передусім фігурує в казках, але також зустрічається в билинах, дитячих іграх. Традиційним зображенням є стара страшна жінка, атрибутами якої є хатка на курячих ніжках і ступа.

## Назва та епітети
В українських діалектах Баба-Яга відома як «язі-баба», «гадра» (від пол. hadra < нім. Hader — «сварка», «суперечка»).
В інших слов'янських мовах вона також називається «Баба-Яга» (рос. Баба-Яга, Еги-Баба, біл. Баба-Яга, Ягіня, Юга, пол. Jędza, Babojędza, серб. Баба Јага/Baba Jaga), «Єжибаба» (чеськ. Ježibaba, словац. Ježibaba), «Яга Баба» (словен. Jaga baba) і «Баба Рога» (хорв. Baba Roga). Останній термін найчастіше вживається в південнослов'янських народів (Хорватія, Боснія, Сербія і Македонія). У босняків ще іноді називають «Баба Зима» (Baba Zima).
Майже в кожній казці Баба-Яга наділяється епітетами. Найпоширеніший — «кістяна нога» з варіантами «золота нога», «глиняна нога». Іноді вказується на незвичайне лице: «глиняна морда», «ніс до стелі», «зубата». В дитячих іграх і обрядах Баба-Яга зветься «старою», «сліпою».

## Етимологія
Вченими було запропоновано кілька версій походження слова «яга»:
- Версії питомо слов'янського походження. У слов'янських мовах є низка слів з коренем «яз-», «єз-», які носять негативний відтінок: болг. енза («рана», «виразка», «хвороба»), серб. jеза («жах»), церк.-слов. іаза («хвороба»), рос. язва («виразка», «хвороба»), пол. jędza («відьма»). Корінь *(j)ęz- вважають варіантом давнішого *(j)ęg-, від якого й виводять ім'я цього міфологічного персонажа. Згідно з найімовірнішою з версій, прасл. *(j)ęga та *(j)ęza походять від здогадного праслов'янського дієслова *ęgti. Похідні від нього дієслова не збереглися у сучасних слов'янських мовах, але схожі існують у балтійських мовах, споріднених зі слов'янськими: лит. engti («душити», «давити», «тіснити», «мучити») і латис. igt («кінчатися», «чахнути», «досадувати»). Співзвучні слова існували у германських мовах: давн-англ. inca («біль») та дав.-ісл. ekki («печаль», «сумнів»). Отже, «яга» — «мучителька», «та, що завдає болю», що цілком узгоджується з її образом злої відьми. Менш ймовірні зіставлення з російськими ягать («кричати») та егоза («непосида»)[8]. Існують думки, що «баба» вказує на наявність чоловічого аналога цього персонажа, відомості про якого не збереглися[9].
- Версія тюркського походження, або пов'язаного з тюркським словом ämgä (пор. кипчацьке emgen — «страждати»)[8].
- Менш переконливі порівняння з давньоіндійським yaksmas («хвороба», «виснаження»), алб. idhete, лат. aeger («розстроєний», «хворий»)[8].

## У міфології та фольклорі

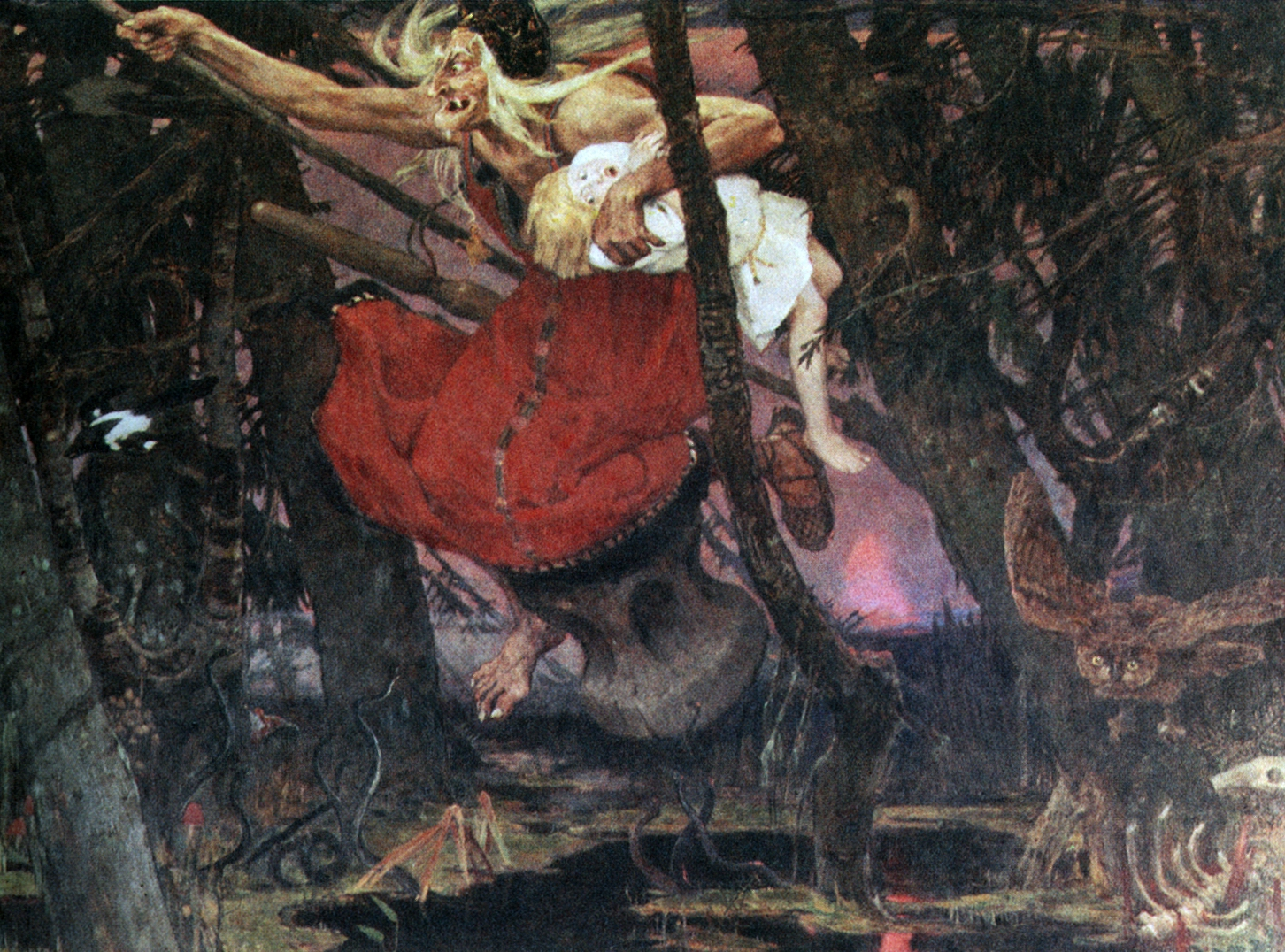
Баба-Яга викрадає дитину, картина Віктора Васнецова

### Образ і функції
Є кілька основних образів Баби-Яги, що походять з міфології та відомі з казок і билин. Вона може виступати як дарувальниця, до якої приходить герой і отримує чарівний подарунок: чудесних коней, чарівні чоботи-скороходи, клубок ниток, що вказує шлях, живу і мертву воду. Інший тип — Яга-викрадачка. Вона викрадає дітей і намагається їх засмажити, щоб з'їсти. Поширеним ходом є те, що жертва обдурює Бабу-Ягу вдаваною необізнаністю як залізти до печі і змушує її залізти в піч саму. Баба-Яга також виступає войовницею, нападає на героїв і знущається з них. В билинному циклі про Добриню є епізод бою з «Ягою-бабою», аналогічний бою його зі змієм. Але цей старий образ ослаб, і вже в словнику Бориса Грінченка у формі «язя» (що живе і досі в Галичині) це слово виступає як рівнозначне з «чарівницею».
В казках Баба-Яга літає у повітрі на мітлі чи у ступі (яку поганяє товкачем і помелом), повеліває звірами й птахами. Живе в лісі в хатці на курячій лапці. Вона поїдає людей, перетворює героя на тварину, пташку чи неживий предмет, хитрощами та чарами намагається одружити своїх дочок, вступає у бій з богатирями, після чого спить довгим сном. У деяких казках вона допомагає героєві досягти мети.
У сучасній казці вона — лиха стара баба, особливо небезпечна для дітей, котрих хоче поїдати, але ті різними способами рятуються від неї або обдурюють її. Найпопулярніший варіант — казка про Івасика-Телесика і Бабу-ягу.
Баба-Яга фігурує в повір'ях, пов'язаних із випалими молочними зубами. Діти кидали випалі зуби через спину за піч, закликаючи мишу, ворону чи Бабу-Ягу забрати «кістяний зуб» і дати взамін «залізний». Баба-Яга та її атрибути згадуються і в деяких іграх, зокрема в хованки. Декотрі варіанти цих ігор передбачають відбирання у ведучого, що виступає в ролі Баби, дечого, що він має повернути. Так, у чеській грі кашу відбирають у куцої (сліпої) Баби.
Деякі дослідники ототожнюють Бабу-Ягу зі Старшою відьмою — головною над усіма відьмами. Марі-Луїза фон Франц порівнювала її з давньогрецькою Гекатою — богинею Місяця, чаклунства та покровителькою чудовиськ.

### Зовнішній вигляд
Баба-яга зазвичай зображається у вигляді великої горбатої старої з великим, довгим, горбатим і гачкуватим носом («лежала із кутка в куток Баба-Яга, костяна нога, ніс в стелю, губи на одвірку висять»). На думку білоруських етнографів, тут Баба-Яга постає у вигляді небіжчика в труні-домовині, і саме цим пояснюється, «ніс в стелю вріс».
На російських лубочних малюнках вона вдягнена в зелену сукню, бузкову кичку, постоли і штани. У казках натомість немає акценту на одяг Баби-яги.

## Трактування походження персонажки

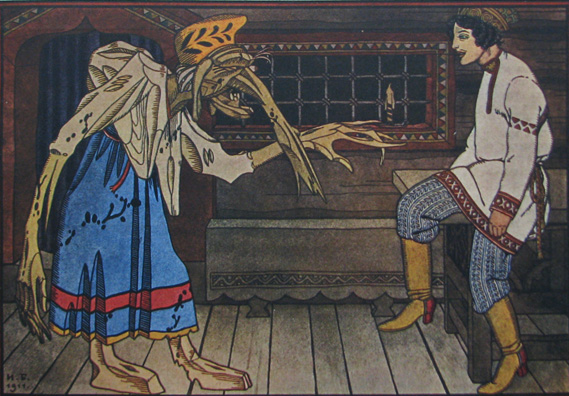
Ілюстрація Івана Білібіна до «Казки про три царські чуда і про Івашку, попівського сина», 1911 р.

Представники мітологічної школи дослідження фольклору (зокрема Олександр Афанасьєв) вважали Бабу-Ягу уособленням зими. Також образ Баби-Яги пов'язується з тотемними тваринами. Зокрема на це вказує її хатинка на курячих ніжках і здатність своїм криком прикликати звірів з усього лісу.
Баба-Яга вважалась і богинею війни, кровопролиття, людських сварок і суперечок. Вона — господарка диких тварин, світу мертвих і мороку, що лежить на півночі. Володимир Пропп трактував зустріч героя казки з Бабою-Ягою як обряд ініціації. Як він пояснював, у первісному суспільстві хлопчики, щоб отримати статус дорослого чоловіка, мали пройти ініціацію, за якої розігрувалася символічна смерть як дітей і переродження вже як дорослих. Для цього служила спеціальна хатина, збудована у формі тотемної тварини із входом у вигляді пащі. Хатина «пожирала» ініціатів, а всередині вони мусили витерпіти болісне випробування. Інший варіант він бачив таким чином: діти, щойно навчившись ходити, умовно «спалювалися» в печі, після чого отримували ім'я і статус члена племені. Ритуал в обох випадках виконувався найстаршою жінкою в племені. За Володимиром Петрухіним, Баба-Яга була жрицею, котра розпоряджалася обрядом кремації.
Пропп пояснював житло Яги як зображення межі між світом живих (галявина) і світом мертвих (ліс). «Курячі» ніжки походять не від курки, а від окурених димом стовпів, на яких слов'яни ставили поховальні хатини. Звідси також і епітет «Яга — кістяна нога» — «житель» хатини є мерцем, кістяком, покладеним ногами до виходу. Однак зустрічаються і варіанти «золота нога», «глиняна нога», походження яких пов'язується як з опануванням праслов'янами нових знарядь праці та матеріалів, так і з вказівкою на належність Баби-Яги до потойбіччя. Епітет «глиняна морда» вказує на порівняння черепа з глиняною керамікою або поховальні урни з лицями, що знову відсилає до вигляду мерця.
Ступа деякими дослідниками, зокрема Афанасьєвим, пояснюється як образ жіночого лона, а товкач — як образ фалоса. Ступа була атрибутом богині Мокоші. Вважалося, що ритуальним товчінням в порожній ступі можна позбутися хвороб.
Російський археолог і історик Борис Рибаков пов'язує походження її образу з сарматською та скіфською культурами і бачить у образі Яги відображення боротьби придніпровських слов'ян, які були в ті часи союзниками скіфів, із сарматською навалою. В сарматському суспільстві (і особливо у війську) жінки відігравали значну роль (див. Амазонки). Одружені жінки мали вирішальне право голосу в державних справах, а неодружені дівчата брали участь у битвах разом із воїнами-чоловіками (давньогрецька легенда про амазонок, яку розповів Геродот, виникла, можливо, після зустрічі північнопричорноморських грецьких колоністів з такими жіночими загонами сарматів). Існує припущення, що сарматська дівчина могла одружитися, тільки вбивши ворога у бою. Сармати перемогли, а у слов'янському усному фольклорі з'явився образ баби-зміїхи (язі), яка живе біля берегу морського, там, де: «отрублены русски головушки торчат на тычинушках». Той факт, що образ Баби-Яги присутній у фольклорі всіх без винятку слов'янських племен, однозначно доводить, що виник він ще до розселення протослов'ян на початку I ст. н. е.

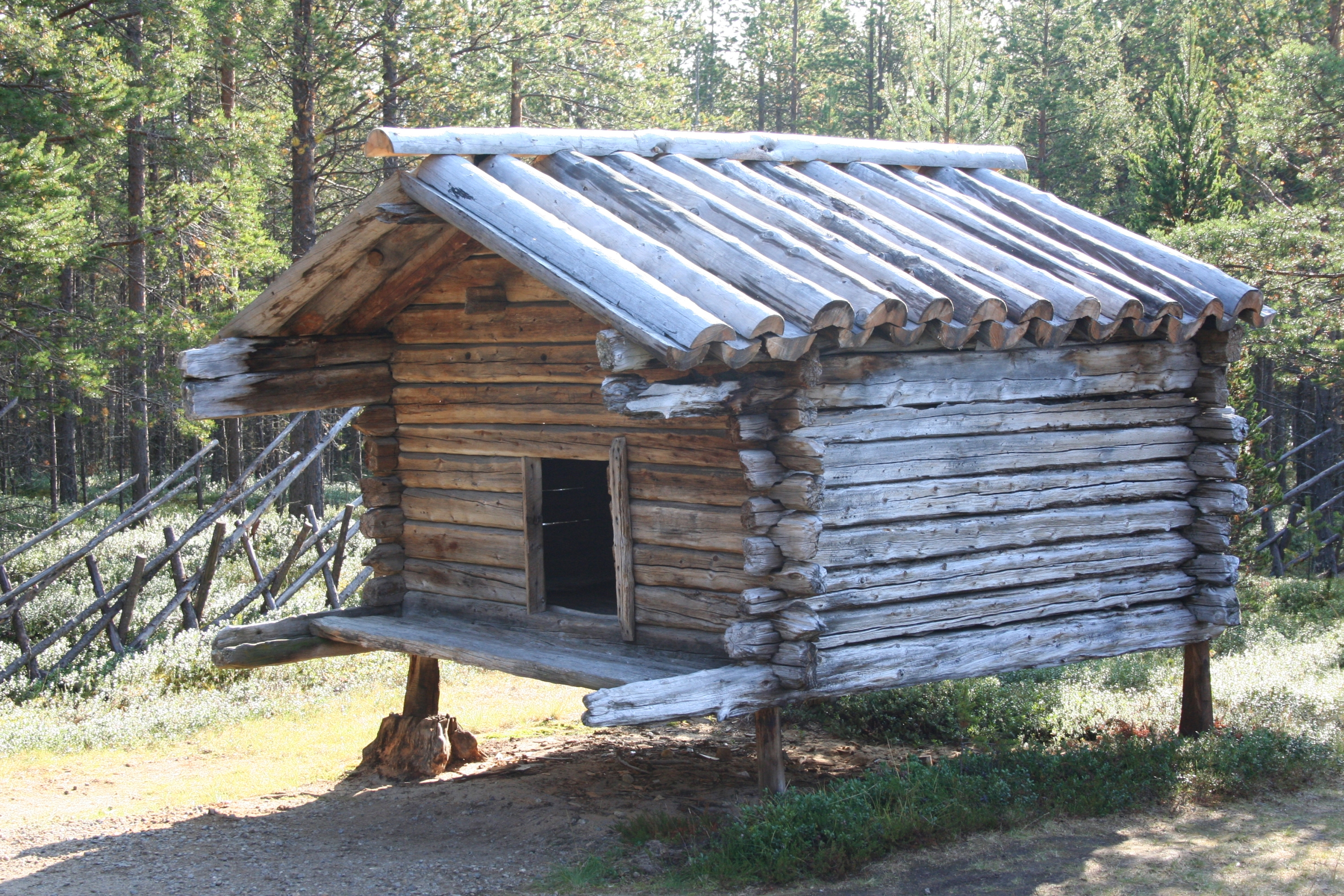
Саамський лабаз

У «Нарисах Березового краю» Миколи Абрамова є опис «яги», що являє собою жіночий одяг «…на зразок халата з відкладним, в чверть, коміром. Шитим вовною назовні… Такі ж яги збираються з гагарячих шийок, пір'ям назовні … „Ягушка“ — така ж яга, але з вузьким коміром, що надівається жінками в дорозі» (аналогічне тлумачення про тобольське походження дає і словник В. І. Даля). Крім того, образ Баби-Яги з усім антуражем присутній в північному побуті. Хатинка на курячих ніжках — не що інше, як широко поширений досі лісовий лабаз (чам'я), який влаштовується на двох-трьох опорах. Лабаз такий завжди встановлюється входом до стежки, а «до лісу задом». Крім того, в ньому завжди залишається запас для випадкового подорожнього. Додатковим варіантом прототипу казкової баби можна вважати і одягнені в хутряну одежу ляльки-ітарми, які встановлюються ще й в наші дні в культових хатинках на опорах".
Український публіцист Олесь Бузина виводить образ Баби-Яги з образу скандинавської богині смерті Гель. На його думку, Баба-Яга пов'язана із функціями жриць, про яких згадує арабський мандрівник X століття Ібн Фадлан. За свідченнями мандрівника, в місті Булгар при похороні знатного руса вбивали рабів померлого, і смертельного удару ножем завдавала стара жриця. Після вбивства жертв родичі померлого вельможі розпалювали похоронне багаття, на якому згоряли і сам небіжчик, і його жертви. А в казці Баба-Яга пропонує своєму гостеві сісти на лопату і опинитися в грубці. Піч виступає тут аналогом похоронного багаття.
В українських народних казках, на відміну від російських, у Баби-яги є ще й дочки. Були вони і у жриці, описаної арабським мандрівником. Саме їм жертва, якщо це була дівчина, віддавала свої прикраси — браслети.

## В українському фольклорі
В українських повір'ях Баба-Яга або відьма з кістяною ногою, що живе у хатинці на курячих ніжках як межі двох світів, окрім того, є персоніфікацією дуже лютої зими. Одним із занять Баби-Яги, очевидно, була й робота на току — Пантелеймон Куліш у «Записках о Южной Руси» цитує українську казку: «Така баба-яга, костяна нога, що на мідному току молотить, москалів робить».
На території України XIX століття існував варіант гри в хованки «Цици-Баба», де до дитини зі зав'язаними очима зверталися як до діда (Діду, діду, на чом стоїш?), обіцяючи забрати його кашу, а дитина відповідала, що стоїть на «курячій нозі» і починала ловити «злодіїв». Власне Баба в грі при цьому не згадується. Вважається, що тут відбито прадавню віру в чоловічого аналога Баби-Яги. Народні назви деяких рослин, наприклад, баб'ячі зуби, пов'язуються з образом Баби-Яги.
У поліському народному замовлянні проти укусу гадюки (Чорнобильське та Житомирське Полісся) зустрічаємо такий текст «А у полі колюча груша, а на колючій груші гнездечко, а в гнездечку Яга-небога, носила бузьку(лелеку) од путяхи до домахи, щучині зуби вибирати, гадюче жело замовляти» можемо сказати що для півночі України персонаж Яги виступає радше знахаркою, лікувальницею, володаркою лісових звірів та птахів. На тому ж Поліссі, збереглися згадки про обряд «допікання дітей в печі», якщо дитинка народжувалась недоношеною чи слабкою, знахарка загортала дитину в тісто та клала до теплої печі такий собі варіант сучасних медичних камер куди кладуть недоношених немовлят)В казках християнського періоду обряд виставили так ніби Яга навмисне запікає собі дітей для їжі, щоб дискредитувати знахарство і віщунство[джерело?].

## Схожі персонажі інших народів
В Італії є схожа персонажка — Бефана. Вважається, що в ніч на 6 січня Бефана випускає через димохід шкарпетку, заповнену солодощами для хороших дітей, а для неслухняних — вугіллям.
У Болгарії крім власне Баби-яги є ще Дядько Яг з аналогічними функціями. Вважається, що він, як і Баба-яга, забере неслухняних дітей у велику торбу.
Схожа на іранський образ Ажі.
Образ Баби Яги має численні аналоги у віруваннях європейських народів та їхніх найближчих сусідів, таких як німецька фрау Голле, румунська Вижбаба (Vîjbaba), угорська відьма Богоркан (Bogorkań), італійська Бетунья Бетана (Betunia Betana), в адигів існує Нашгушидза або Нагучіца, у кетів — Хоседем , у киргизів і казахів — Жалмауиз Кемпір: у киргизькому уявленні це баба в лахмітті, що живе в горах, лісах, далеко від людського житла, викрадає дівчат в свою хатину, висмоктує їх кров і, нарешті, їсть — цим до неї близький демон жалмауиз казанських татар, подібні істоти ми знаходимо в уйгурів, башкирів, узбеків і ногайців та албанців (Syqenëza). Також подібна до грецької Кірки.

## Інші значення
- «Баба-яга», «яга» — позначення злої, сварливої жінки[23][26]. «Потім і Турна навістила Пресуча, лютая яга; І із сього князька зробила Енею лишнього врага» — читаємо ми в «Енеїді» І. П. Котляревського[27].
- «Це баба Яга» — волинська приказка про злу жінку[28]